# Damernas 1 500 meter i hastighetsåkning på skridskor vid olympiska vinterspelen 1968
Damernas 1 500 meter i skridskor vid de olympiska vinterspelen 1968 avgjordes den 10 februari 1968 på Anneau de Vitesse. Loppet vanns av Kaija Mustonen från Finland.
30 deltagare från 12 nationer deltog i tävlingen.

## Rekord
Gällande världsrekord och olympiska rekord före Vinter-OS 1968:
| Världsrekord     | Inga Artamonova (URS)   | 2:19,0 | Alma-Ata, Kazakiska SSR, Sovjetunionen | 27 januari 1962 |
| Olympiskt rekord | Lidija Skoblikova (URS) | 2:22,6 | Innsbruck, Österrike                   | 31 januari 1964 |

Följande nytt olympiskt rekord sattes under tävlingen.
| Datum       | Idrottare      | Nation  | Tid    | OR | VR |
| ----------- | -------------- | ------- | ------ | -- | -- |
| 10 februari | Kaija Mustonen | Finland | 2:22,4 | OR |    |

## Medaljörer
| Gren        | Guld                   | Guld        | Silver                       | Silver | Brons                      | Brons  |
| 1 500 meter | Kaija Mustonen Finland | 2:22,4 (OR) | Carry Geijssen Nederländerna | 2:22,7 | Stien Kaiser Nederländerna | 2:24,5 |

## Resultat
| Placering | Idrottare                | Nation        | Tid    | Noteringar |
| --------- | ------------------------ | ------------- | ------ | ---------- |
| 1         | Kaija Mustonen           | Finland       | 2:22,4 | (OR)       |
| 2         | Carry Geijssen           | Nederländerna | 2:22,7 |            |
| 3         | Stien Kaiser             | Nederländerna | 2:24,5 |            |
| 4         | Sigrid Sundby            | Norge         | 2:25,2 |            |
| 5         | Lāsma Kauniste           | Sovjetunionen | 2:25,4 |            |
| 6         | Kaija-Liisa Keskivitikka | Finland       | 2:25,8 |            |
| 7         | Ljudmila Titova          | Sovjetunionen | 2:26,3 |            |
| 8         | Ruth Budzisch            | Östtyskland   | 2:27,1 |            |
| 9         | Christina Lindblom       | Sverige       | 2:27,5 |            |
| 9         | Hildegard Sellhuber      | Västtyskland  | 2:27,5 |            |
| 11        | Lidija Skoblikova        | Sovjetunionen | 2:27,6 |            |
| 12        | Ans Schut                | Nederländerna | 2:28,3 |            |
| 13        | Dianne Holum             | USA           | 2:28,5 |            |
| 14        | Martine Ivangine         | Frankrike     | 2:29,9 |            |
| 14        | Kari Kåring              | Norge         | 2:29,9 |            |
| 16        | Jeanne Ashworth          | USA           | 2:30,3 |            |
| 17        | Lisbeth Berg             | Norge         | 2:30,7 |            |
| 18        | Christina Karlsson       | Sverige       | 2:31,4 |            |
| 18        | Sachiko Saito            | Japan         | 2:31,4 |            |
| 20        | Ylva Hedlund             | Sverige       | 2:31,5 |            |
| 21        | Doreen McCannell         | Kanada        | 2:32,2 |            |
| 22        | Arja Kantola             | Finland       | 2:33,2 |            |
| 23        | Kaname Ide               | Japan         | 2:34,2 |            |
| 24        | Marcia Parsons           | Kanada        | 2:34,4 |            |
| 25        | Jeanne Omelenchuk        | USA           | 2:35,5 |            |
| 26        | Jitsuko Saito            | Japan         | 2:36,6 |            |
| 27        | Kim Gwi-jin              | Sydkorea      | 2:36,7 |            |
| 28        | Marie-Louise Perrenoud   | Frankrike     | 2:39,2 |            |
| 29        | Patricia Demartini       | Frankrike     | 2:40,6 |            |
| 30        | Paula Dufter             | Västtyskland  | 2:45,2 |            |